# Universidad Academia de Humanismo Cristiano
La Universidad Academia de Humanismo Cristiano ou UAHC (en français : Université académique d'humanisme chrétien) est une université chilienne privée.

## Historique
Fondée en 1988, ses origines remontent à 1975, quand fut créée la Academia de Humanismo Cristiano sous l'impulsion du cardinal Raúl Silva Henríquez, dont l'objectif était de réunir un ensemble d'intellectuels afin d'analyser la réalité politique, sociale, économique et culturelle du Chili. En 1988, elle devint une université, et elle acquit une totale autonomie à partir de 1999.
L'institution a vu le jour le 15 novembre 1975 lorsque le Cardinal Raúl Silva Henríquez a fondé un centre d'études visant à promouvoir le pluralisme et la liberté académique en réponse aux graves violations des droits de l'homme qui affligeaient le pays. C'est ainsi qu'est née l'Académie de Humanisme Chrétien, offrant à un large groupe d'intellectuels un espace pour créer et diffuser des connaissances sur notre réalité politique, économique, sociale et culturelle. Le décret fondateur affirmait "la nécessité d'un organisme de haut niveau intellectuel, destiné à la recherche sur les grands problèmes des sciences sociales et humaines.
L'UAHC est la seule université du pays à élire démocratiquement toutes ses autorités unipersonnelles, avec la participation des trois ordres. Elle se distingue par ses efforts en matière de bourses internes et externes, inégalés par toute autre institution d'enseignement supérieur chilienne, compte tenu de sa taille.

## Composantes

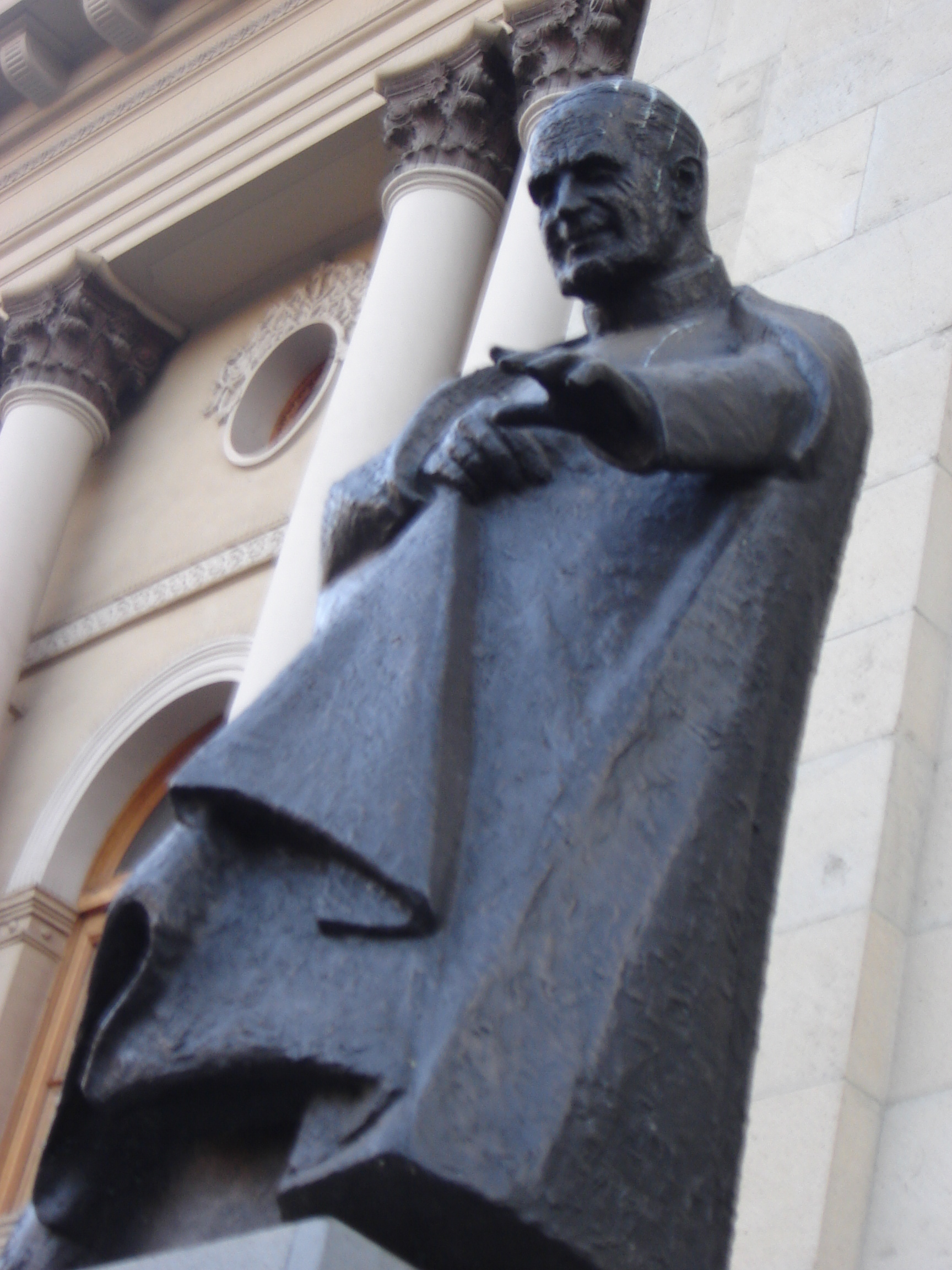
Statue du cardinal salésien Raúl Silva Henríquez, l'un des principaux promoteurs de l'université.

L'université est composée de plusieurs centres d'études et filières :
- Centre d'Études de la Réalité Contemporaine (CERC)
- Groupe de Recherches en Agriculture (GIA)
- Corporation d'Études et Recherche Minière (CORPODIUM)
- Programme d'Économie du Travail (PET)
- Fondation Université et Développement (FUD)

### Voies
- Anthropologie
- Gouvernement et Gestion
- Histoire
- Psychologie
- Sociologie
- Affaires sociales dans le monde du travail
- Sciences Politiques
- Droit
- Éducation
- Architecture
- Danse
- Teatre
- Cinéma
- Sciences de la santé
- Journalisme